# Iglesia de la Virgen de la Candelaria (Belén)
La Iglesia de la Virgen de la Candelaria, también conocida como Iglesia de Nuestra Señora de Belén es un templo de la Iglesia católica, ubicado en la localidad de Belén, comuna de Putre, Provincia de Parinacota, de la Región de Arica y Parinacota. Pertenece al Decanato Rural-Andino, Diócesis de San Marcos de Arica.

## Historia

### Origen
La ciudad de Belén fue establecida en el año 1625 por los españoles, en lo que era un punto clave de la Ruta de la Plata. La Iglesia de Belén fue fundada junto a la ciudad, en honor a la Virgen de la Candelaria.

### Remodelaciones
Tras un abandono de más de 50 años la iglesia fue remodeladada por la Fundación Altiplano mediante los fondos de CGE, para el proyecto Viva Belén.
Su reapertura  se realizó el día 6 de enero de 2012, como inicio del proyecto "Ruta de las Misiones".

## Patrimonio Cultural
El día 12 de octubre del año 2012 fue declarada como un monumento nacional, mediante el decreto 0451, junto a otras ocho iglesias de las comunas de Arica, Putre y Camarones.